# Liste der Bischöfe von Osma
Die folgenden Personen waren Bischöfe von Osma (Spanien):
- Johannes (um 597)
- Gregor (um 610)
- Egilia (um 633)
- Godescalco (um 675)
- Esteban
- Seberiano oder Siberitano (um 681)
- Sonna (um 683)
- Sisenando (755)
- Eterio (784)
- Felmiro (881)
- Silo OSB (912)
- Pedro de Bourges OSB (1101–1109)
- Raimund (1109–1125) (dann Erzbischof von Toledo)
- Beltrán (1126–1140)
- Esteban (1141–1147)
- Juan (1148–1174)
- Bernardo (1174–1176)
- Miguel OSB (1177–1184)
- García (1185–1186)
- Martin Bazán (1188–1201)
- Diego de Acebo (1201–1207)
- Rodrigo Jiménez de Rada O. CIS. (1208–1208)(dann Erzbischof von Toledo)
- Menendo (1210–1225)
- Pedro Ramírez de Piedrola (1225–1230) (dann Bischof von Pamplona)
- Juan (1231–1240) (dann Bischof von Burgos)
- Pedro de Peñafiel (1241–1246)
- Gil (1246–1261)
- Agustín (1261–1286)
- Juan Álvarez (1286–1296)
- Juan Pérez de Ascaron (1296–1329)
- Bernabé (1329–1351)
- Gonzalo (1351–1356)
- Alonso de Toledo y Vargas OSA (1356–1363) (vorher Bischof von Badajoz, danach Bischof von Sevilla)
- Lorenzo Perez (1362–1367)
- Pedro Gómez Barroso y García (1367–1372) (dann Bischof von Cuenca)
- Juan García Palomeque (1373–1374) (dann Bischof von Badajoz)
- Juan de Villareal (1374–1379)
- Pedro Fernández de Frías (1379–1410) (dann Bischof von Sabina)
- Alfonso Carrillo de Albornoz (1411–1426) (dann Bischof von Sigüenza)
- Juan de Cerezuela y Luna (1426–1432) (dann Bischof von Sevilla)
- Pedro de Castilla de Eril (1432–1440) (dann Bischof von Palencia) (Haus Burgund-Ivrea)
- Roberto Moya (1440–1453)
- Pedro Garcia de Montoya (1454–1474)
- Francisco de Santillana (1475–1482) (dann Bischof von Córdoba)
- Pedro González de Mendoza (6. März 1482 bis 13. November 1482) (dann Erzbischof von Toledo)
- Rafael Sansoni Riario (1482–1493) (dann Bischof von Cuenca)
- Alfonso de Ulloa Fonseca y Quijada (1493–1505)
- Alfonso Enríquez (1505–1523)
- Juan Pardo de Tavera (1523–1524) (dann Erzbischof von Santiago de Compostela)
- García Loaysa OP (1524–1532) (dann Bischof von Sigüenza)
- Pedro González Manso (1532–1537)
- Pedro Álvarez de Acosta (1539–1563)
- Honorato Juan (1564–1566)
- Francisco Tello Sandoval (1567–1578) (dann Bischof von Plasencia)
- Alonso Velázquez (1578–1583) (dann Erzbischof von Santiago de Compostela)
- Sebastián Pérez (1583–1593)
- Martín Garnica (1594–1594)
- Pedro Rojas Henríques OSA (1595–1602)
- Enrique Enríquez OSA (1602–1610) (dann Bischof von Plasencia)
- Fernando Acevedo (1610–1613) (dann Erzbischof von Burgos)
- Francisco de Sosa OFM (1613–1618)
- Cristóbal Lobera Torres (1618–1623) (dann Bischof von Pamplona)
- Alonso Martín de Zuñiga (1623–1630)
- Domingo Pimentel Zúñiga OP (1630–1633) (dann Bischof von Córdoba)
- Francisco Villafañe (1633–1639)
- Martín Carrillo Alderete (1636–1641) (dann Erzbischof von Granada)
- Antonio Valdés Herrera (1641–1653) (dann Bischof von Córdoba)
- Juan de Palafox y Mendoza (1653–1659)
- Nicolás de Madrid (1660)
- Alfonso Enríquez (1662–1663)
- Pedro de Godoy (1664–1672)
- Antonio de Isla y Mena (1672–1681)
- Sebastián de Arévalo y Torres (1682–1704)
- Jorge Cárdenas Valenzuela (1704–1705)
- Andrés Soto de la Fuente (1706–1714)
- Felipe Antonio Gil Taboada (1715–1720) (dann Erzbischof von Sevilla)
- Miguel Herrero Esgueva (1720–1723) (dann Erzbischof von Santiago de Compostela)
- Jacinto Valledor Fresno (1723–1730)
- José Barnuevo OSB (1730–1735)
- Pedro de la Cuadra Achica (1736–1741) (dann Erzbischof von Burgos)
- Juan Antonio Oruña (1744–1748); Bruder des Kapuziner-Ordensgenerals Paul von Colindres
- Pedro Clemente de Aróstegui (1747–1760)
- Jacinto Aguado y Chacón (1762–1764)
- Bernardo Antonio Calderón Lázaro (1764–1786)
- Joaquín de Eleta OFM (1786–1788)
- José Constancio Andino (1790–1793)
- Diego Melo Portugal OSA (1794–1795) (dann Bischof von Jaén)
- Antonio Tavira Almazán (1796–1798) (dann Bischof von Salamanca)
- Francisco Ignacio Iñigo Angulo (1798–1799)
- Juan Moya OFM (1799–1801)
- José Antonio Garnica OFMCap (1801–1810)
- Juan Cavia González (1814–1831)
- Gregorio Sánchez Rubio OSH (1847–1852) (dann Bischof von Ávila)
- Vicente Horcos San Martín OSB (1852–1861)
- Pedro María Lagüera Menezo (1861–1892)
- Victoriano Guisasola y Menéndez (1893–1897) (dann Bischof von Jaén)
- José María García Escudero y Ubago (1897–1909)
- Manuel Lago y González (1909–1917) (dann Bischof von Tui)
- Mateo Múgica Urrestarazu (1918–1923) (dann Bischof von Pamplona)
- Miguel de los Santos Díaz y Gómara (1924–1935) (dann Bischof von Cartagena)
- Tomás Gutiérrez Diez (1935–1943) (dann Bischof von Cádiz)
- Saturnino Rubio y Montiél (1944–1969)
- Teodoro Cardenal Fernández (1969–1983) (dann Erzbischof von Burgos)
- José Diéguez Reboredo (1984–1987) (auch Bischof von Orense)
- Braulio Rodríguez Plaza (1987–1995) (dann Bischof von Salamanca)
- Francisco Pérez González (1995–2003) (dann Militärbischof von Spanien)
- Vicente Jiménez Zamora (2004–2007)
- Gerardo Melgar Viciosa (2008–2016) (dann Bischof von Ciudad Real)
- Abilio Martínez Varea (2017–2025) (dann Bischof von Ciudad Real)
- vakant (seit 2025)